# Cerkev sv. Petra, Ilirska Bistrica
Cerkev sv. Petra v Ilirski Bistrici je župnijska cerkev Župnije Ilirska Bistrica.
Cerkev stoji na vrhu dominantnega griča nad Trnovim. Ima gotski prezbiterij. Leta 1960 so jo nadzidali. Poslikava notranjosti in več oltarnih slik je delo Toneta Kralja iz 60. let 20. stoletja.